# Jack Guy Lafontant

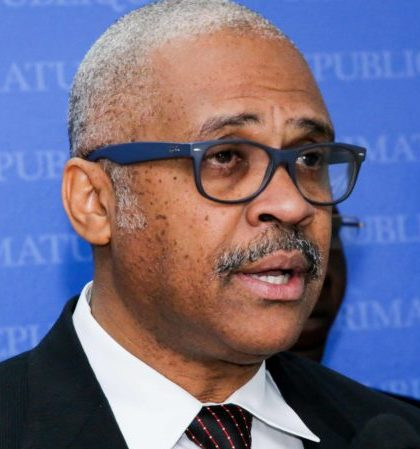
Jack Guy Lafontant (2017)

Jack Guy Lafontant (* 4. April 1961 in Port-au-Prince) ist ein haitianischer Mediziner und Politiker. Er war vom März 2017 bis September 2018 Premierminister seines Landes.

## Leben und politisches Wirken
Lafontant wurde am 4. April 1961 in Port-au-Prince als Sohn eines Priesters der Episkopalkirche geboren. Er studierte in Haiti und Martinique Humanmedizin, ist Gastroenterologe und Internist und wurde 1995 Leiter des Krankenhauses Sainte Croix in Léogâne.
Obwohl er über keinerlei Bekanntheit oder Profilierung in der Politik verfügte, wurde er am 22. Februar 2017 von Präsident Jovenel Moïse als Premierminister nominiert. Zu den Patienten des Arztes Lafontant gehörten sowohl Präsident Moïse  als auch dessen Vater und der frühere Präsident Michel Martelly. Er war als Gesundheitsminister vorgesehen, wurde jedoch angesichts heftiger Auseinandersetzungen um das Amt des Regierungschefs als Vertrauter des Präsidenten für dieses Amt bevorzugt. Am 13. März stellte er seine Regierung vor. Der Senat bestätigte diese mit 20 Stimmen einstimmig. In der Abgeordnetenkammer konnte er sich mit 95 Ja-Stimmen, 6 Nein-Stimmen bei 2 Enthaltungen durchsetzen. Damit konnte Lafontant sein Amt antreten.
Im Sommer des Jahres 2018 kam es in Haiti zu einer Welle gewaltsamer Demonstrationen, die auch Todesopfer forderten. Grund war der Versuch der Regierung, während einer bereits grassierenden Teuerungswelle für Lebensmittel und Verbrauchsgüter die Kraftstoffpreise zu erhöhen. Daraufhin kündigte Lafontant nach 15 Monaten Amtszeit am 14. Juli 2018 seinen Rücktritt an.
Präsident Moïse nahm das Rücktrittsgesuch an; Lafontant führte die Amtsgeschäfte weiter, bis Jean-Henry Céant am 17. September 2018 seine Nachfolge antrat.
Lafontant ist mit Marie-Nirva Blaise, ebenfalls einer Gastroenterologe, die in der Bronx (New York) praktiziert und in Valley Stream mit der gemeinsamen Tochter lebt, verheiratet. Aus einer früheren Ehe hat er einen Sohn (Arzt in Port-au-Prince) und eine Tochter (Zahnärztin ebenfalls in Port-au-Prince).